# Microcavia niata
Microcavia niata là một loài động vật có vú trong họ Caviidae, bộ Gặm nhấm. Loài này được Thomas mô tả năm 1898.